# 49er
El 49er (llegit en anglès forty-niner) és una classe internacional d'embarcació de vela dissenyada per l'australià Julian Bethwaite.
És també classe olímpica des dels Jocs Olímpics de Sidney 2000. Moltes de les característiques del 49er són relativament noves al món de la vela: els dos tripulants governen i estabilitzen l'embarcació des del trapezi, hi ha fórmules d'igualar les característiques físiques de les tripulacions mitjançant llasts i ales retràctils (punt des que es pengen del trapezi els dos tripulants per contrarestar l'escora), el botaló és retràctil, la utilització de spinnakers asimètrics de gran superfície vèlica, etc.

## Dimensions[1]
- Eslora: 4,995 metres.
- Mànega: de 1,690 a 2,90 metres.
- Pal: 8,10 metres.
- Botaló: 1,70 metres.
- Pes: 75kg.
- Vela major: 15 m².
- Floc: 6,20 m².
- Gennaker: 38 m² (spi asimètric).